# Біссен
Біссен (люксемб. Biissen, фр. Bissen, нім. Bissen) — місто в Люксембурзі, що утворює собою окрему комуну. Входить до складу кантону Мерш в окрузі Люксембург.

## Географія
Площа території комуни становить 20,75 км² (51-е місце за цим показником серед 116 комун Люксембургу).
Найвища точка комуни над рівнем моря — 358 метрів (92-е місце за цим показником серед комун країни), найнижча — 214 метрів (35-е місце).

## Демографія
Станом на 2011 рік на території комуни мешкало 2 745 ос.
Динаміка чисельності населення:

## Спорт
У місті базується однойменний футбольний клуб.